# Aloha ipomoeae
Aloha ipomoeae är en insektsart som beskrevs av George Willis Kirkaldy 1904. Aloha ipomoeae ingår i släktet Aloha och familjen sporrstritar. Inga underarter finns listade i Catalogue of Life.